# The Things That Matter
The Things That Matter è il primo album in studio del musicista statunitense Vince Gill, pubblicato nel 1985.

## Tracce
Testi e musiche di Vince Gill, eccetto dove indicato.

1. She Don't Know – 3:22
2. With You – 4:43
3. Savannah (Don't You Ever Think of Me) – 3:18
4. Colder Than Winter – 4:24
5. True Love – 4:01
6. If It Weren't for Him (con Rosanne Cash) – 3:33 (Gill, Cash)
7. Ain't It Always That Way – 3:50 (Dave Loggins)
8. Oklahoma Borderline – 3:38 (Gill, Rodney Crowell, Guy Clark)